# Adolf Kupke
Adolf Kupke (* 31. Oktober 1900 in Döbern; † 21. Juni 1975 ebenda) war ein deutscher VdgB- und SED-Funktionär. Er war Kandidat des Zentralkomitees der SED und Mitglied des Nationalrates der Nationalen Front.
Kupke wurde am 31. Oktober 1900 in Döbern als Bauernsohn geboren. Nach der Volksschule war er zunächst als Landarbeiter tätig, später erlernte er den Beruf des Tafelglasmachers, in dem er auch arbeitete. 1926 trat Kupke in die SPD ein, 1929 wurde er Mitglied des Reichsbanners Schwarz-Rot-Gold. Nach dem Zweiten Weltkrieg arbeitete Kupke zunächst als Bauer und selbständiger Landwirt. Noch 1945 trat er wieder in die SPD ein und ging 1946 nach der Zwangsvereinigung von SPD und KPD in die SED. Kupke engagierte sich in der entstehenden Vereinigung der gegenseitigen Bauernhilfe als Mitglied und Funktionär, zeitweise war er stellvertretender Vorsitzender des VdgB-Landesvorstandes Brandenburg. Der Meisterbauer wurde auf dem III. Parteitag der SED im Juli 1950 als Kandidat in das ZK der SED gewählt und auf dem IV. Parteitag in dieser Funktion nochmals bestätigt. Im Herbst 1950 gehörte Kupke als Vertreter der VdgB dem ersten Präsidium des Nationalrates der Nationalen Front an. Bis 1955 arbeitete Kupke zudem zeitweilig als Vertriebsleiter im Deutschen Bauernverlag. 1955 wurde er als Vorsitzender des VdgB-Bezirksvorstandes Cottbus eingesetzt. Da Kupke sich gegen die Kollektivierung aussprach und sich weigerte, in eine LPG einzutreten, wurde er im Juli 1958 von seinen Ämtern entbunden und aus der VdgB ausgeschlossen.
Kupke starb 1975 in seinem Heimatort Döbern.